# Керлер Йосип Борисович
Йоси́п Бори́сович Керлер (7 квітня 1918–2000) — єврейський поет та письменник, творив на їдиш.

## Біографія
Протягом 1930–1934 років з батьками жив в єврейському колгоспі у Криму.
У 1934–1937 роках навчався в Одеському єврейському машинобудівному технікумі.
Його вірші почали виходити друком 1935 року — в одеській газеті «Одесер арбетер» («Одеський робітник»).
В 1937–1941 роках навчався у єврейській театральній студії при ГОСЕТі, закінчивши, добровольцем йде на фронт.
1944 року втретє важко поранений, демобілізований. Того ж року побачила світ його перша книжка — «Фар майн ерд» («За рідну землю» з перефажно фронтовими поезіями.
Працював співробітником в газеті Єврейського антифашистського комітету «Ейнікат» («Єдність») та альманасі «Геймланд» («Батьківщина»), одночасно навчався в МДУ на філологічному факультеті.
1947 року переїздить до Біробіджану. Друга книжка його, вже й здана до друку, світу не побачила — квітнем 1950 року він арештований та засуджений на 10 років таборів «за буржуазно-націоналістичну діяльність», покарання відбував у Воркуті.
1955 року його реабілітовують, поверається до Москви, там у 1957 році виходить друком російською мовою збірник віршів «Виноградник мого батька» (під підзаголовком «З пісень гетто» було включено цикл про життя в лагері).
1965 року вийшли друком вірші у збірці «Хочу бути добрим».
Писав для естрадних виконавців — мініатюри, скетчі, тексти пісень.
На його тексти писали музику такі композитори, як З. Компанієць, М. Табачников, Володимир Шаїнський.
Його пісні виконували єврейські співаки Михайло Александрович, Ганна Гузик, М. Епельбаум, Нехама Ліфшиц, З. Шульман, поширювалися записаними на грамплатівках.
У 1960-х роках розпочинає боротьбу за виїзд з СРСР до Ізраїлю. Його вірші публікуються в американській газеті «Форвертс», ізраїльському журналі «Ді голдене кейт» («Золотий ланцюг»), виходять самвидавом.
Вірш про початок Шестиденної війни був надрукований у ізраїльських газетах на другий день після написання.
1970 року зачитує перед групою іноземних журналістів свого відкритого листа радянському уряду з вимогою надати можливість репатріації євреям СРСР.
Березнем 1971 року йому вдається з родиною виїхати до Ізраїлю.
Вже там в скорому часі виходять друком переслані ним раніше вірші «Пісня крізь зуби» з передмовою Д. Садана — були вдостоєні премії ім. І. Мангера.
З 1973 року редагував «Єрусалимський альманах», в останніх роках життя — із сином Борисом (Дов-Бером).

## Праці
- 1972 року випущено збірник «Ви ж бачите…»,
- 1978 — «12 серпня 1952»,
- 1979 — «Перші сім років»,
- 1986 — «Небокрай»,
- 1991 — «Збірник прози»,
- 1993 — «Аби здоров'я»
- 1996 — «Дзеркальний лист»,
- 2005 — «Саме зараз».

Вірші його перекладені на англійську, голландську, іврит, іспанську, німецьку, польську, російську, українську та інші мови.
2005 року в Москві та Єрусалимі вийшла друком книга "Щоденник спогадів колишнього лагерника (1949–1955)".

### Українські переклади
- Керлер Йосип. Аби здоров'я: вибрані вірші /Пер. з їдишу та післям. В. Богуславської. — Київ: Дух і літера, 2012. — 102 с. ISBN 978-966-378-256-0